# Klaas Jacob van Douwen
Klaas Jacob van Douwen (Mantgum, 24 april 1917 – 16 oktober 2004) was een Nederlands politicus van de PvdA.
Hij werd geboren als zoon van Einte van Douwen (1873-1940) en Anna Geertruida Vollema (1881-1966). Zijn vader was gemeentesecretaris van Baarderadeel; werd daar in 1920 burgemeester en was vanaf 1928 burgemeester van Ooststellingwerf. Zelf ging hij na het gymnasium rechten studeren aan de Rijksuniversiteit Groningen. Hij is daar in 1941 afgestudeerd waarna hij ging werken bij het parket bij het Openbaar Ministerie in Den Haag. In 1946 werd Van Douwen benoemd tot burgemeester van Doniawerstal en daarnaast was hij ook plaatsvervangend kantonrechter bij het kantongerecht in Heerenveen. Van Douwen gaf in 1963 het burgemeesterschap op om kantonrechter te worden in Beetsterzwaag. In 1975 werd hij voor drie jaar uitgezonden naar het Hof van Justitie van de  Nederlandse Antillen. Terug in Nederland werd Van Douwen raadsheer bij het Gerechtshof in Leeuwarden. In mei 1987 ging hij met pensioen en in 2004 overleed hij op 87-jarige leeftijd.